# Satu Tiivola

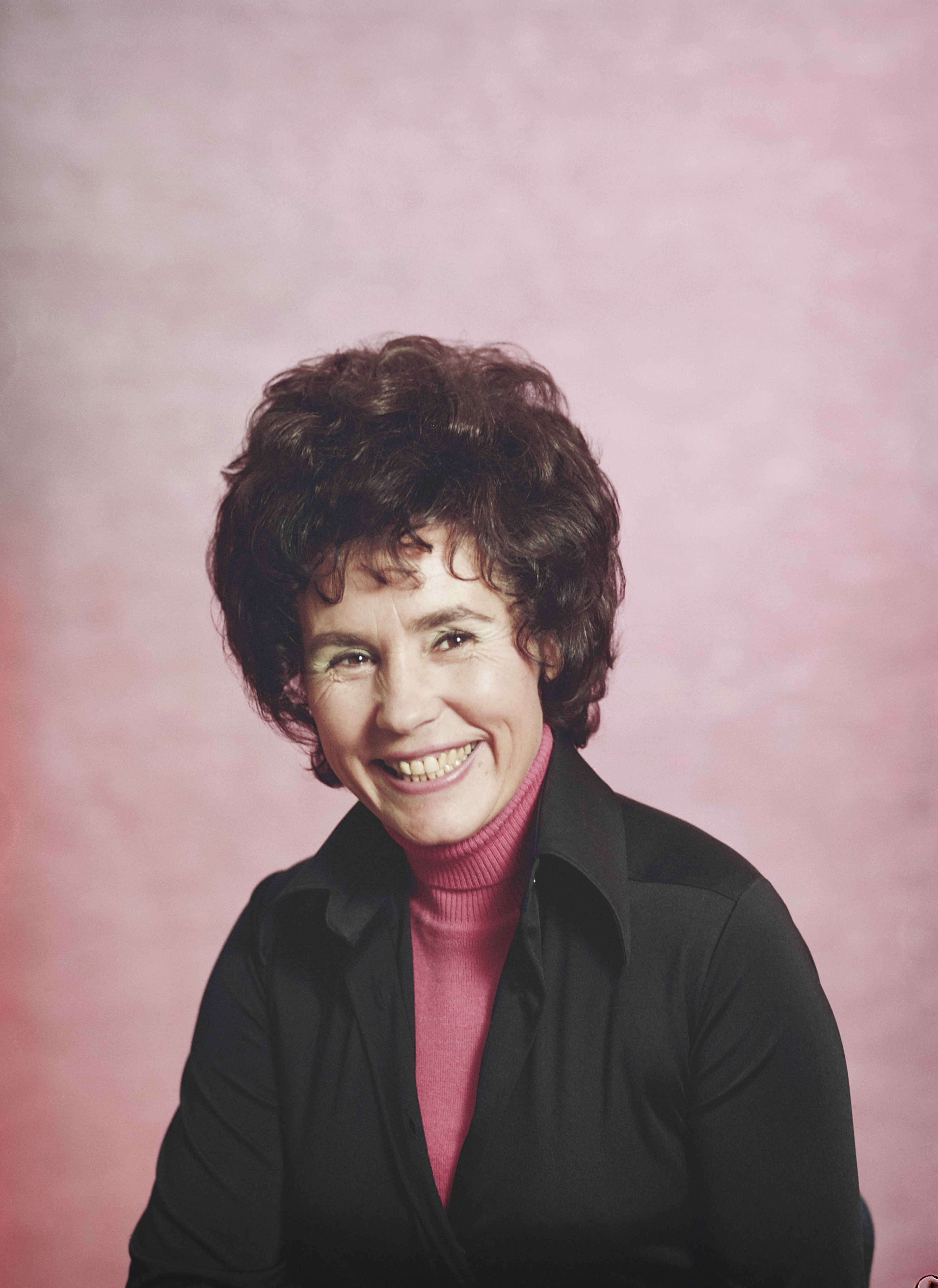
Satu Tiivola (1974).

Satu Taimi Irene Tiivola, född Haavisto den 1 september 1924 i Sibbo, död 7 december 2023, var en finländsk företagsledare och kommerseråd. Hon var gift med Mika Tiivola (från 1975 till hans död 1994). 
Tiivola gifte sig första gången 1948 med hotellägaren Leo Vuoristo och blev 1952 direktör i Vuoristo-yhtiöt Oy samt var, efter makens död 1973, verkställande direktör till 1983 och därefter styrelseordförande. På denna post byggde hon upp ett kongress- och badhotell på Haiko gård, som inköpts 1965. Hon var även verksam inom mode- och restaurangbranschen i Helsingfors och tilldelades kommerseråds titel 1977. Hon har utgivit boken Satu miesten maailmassa (tillsammans med Maarit Huovinen, 2000).